# Карабін Сергій Ігорович
Сергі́й І́горович Карабін (нар. 16 грудня 1983 — пом. 30 січня 2015) — солдат 81-ї окремої аеромобільної бригади Збройних сил України, учасник російсько-української війни. Один із «кіборгів».

## Життєпис
Народився в Гощі, 1985 року батьки Сергія переїжджають до Новояворівська. 1996-го сім'я повертається в Гощу, де Сергій закінчив ЗОШ № 1 2000-го. Вступає до Львівського міжрегіонального вищого професійного училища залізничного транспорту, здобув професію провідника поїздів далекого прямування. 2001 року призваний на строкову службу, проходив у Мукачеві. Демобілізувавшись, повертається працювати на Львівську залізницю. Із дружиною-військовослужбовцем 24-ї бригади винаймав квартиру у 53-му військовому містечку в Яворові.
У березні 2014 року пішов добровольцем, вогнеметник розвідувальної роти УНСО — у складі 81-ї десантно-штурмової бригади. Перебував в оточенні, волонтери допомогли вибратися. Перебував у десятиденній відпустці, від гощанських волонтерів бронежилет.
Загинув 30 січня 2015-го у боях за Донецький аеропорт поблизу села Водяне під час коректування вогню української артилерії — снаряд РСЗВ «Град» розірвався у кронах дерев лісопосадки близько від спостережного пункту, ще один боєць зазнав поранення.
4 лютого 2015-го похований у Новояворівську.
Без Сергія лишились батьки, вагітна на той час дружина Наталія та маленька донька.

## Нагороди та вшанування
- Указом Президента України № 270/2015 від 15 травня 2015 року, «за особисту мужність і високий професіоналізм, виявлені у захисті державного суверенітету та територіальної цілісності України, вірність військовій присязі», нагороджений орденом «За мужність» III ступеня (посмертно)[1].
- Почесний громадянин Новояворівська (12 липня 2015, посмертно).
- Вшановується в меморіальному комплексі «Зала пам'яті», в щоденному ранковому церемоніалі 30 січня[2][3].